# Follow the Leader (chanson)
Singles de Wisin y Yandel
Tu Olor
(2011) Algo Me Gusta de Ti
(2012)
Singles par Jennifer Lopez
Dance Again
(2012) Goin' In
(2012)
Follow the Leader est une chanson du duo reggaeton Wisin y Yandel en collaboration avec la chanteuse américaine Jennifer Lopez sortie le 10 avril 2012. La chanson extrait de l'album studio Los Líderes, est produite par Jonas Saeed et Niclas Kings pour Cave Music. Follow the Leader a été interprété durant la saison 11 d'American Idol.

## Classement par pays
| Classement (2012)                              | Meilleure position |
| ---------------------------------------------- | ------------------ |
| Belgique (Flandre Ultratop 50 Singles)         | 36                 |
| Colombie (National-Report)                     | 18                 |
| France (SNEP)                                  | 177                |
| France (Club 40)                               | 23                 |
| Mexique Airplay Chart (Billboard International | 19                 |
| Espagne (PROMUSICAE)                           | 26                 |
| États-Unis (Hot Latin Songs)                   | 1                  |
| États-Unis (Latin Pop Airplay)                 | 3                  |
| États-Unis (Tropical Airplay)                  | 7                  |
| États-Unis Bubbling Under Hot 100 Singles      | 10                 |

## Historique de sortie
| Pays       | Date          | Format                 | Label         |
| ---------- | ------------- | ---------------------- | ------------- |
| États-Unis | 10 avril 2012 | Téléchargement digital | Machete Music |
| Mexique    | 10 avril 2012 | Téléchargement digital | Machete Music |